# モニュメント・バレー

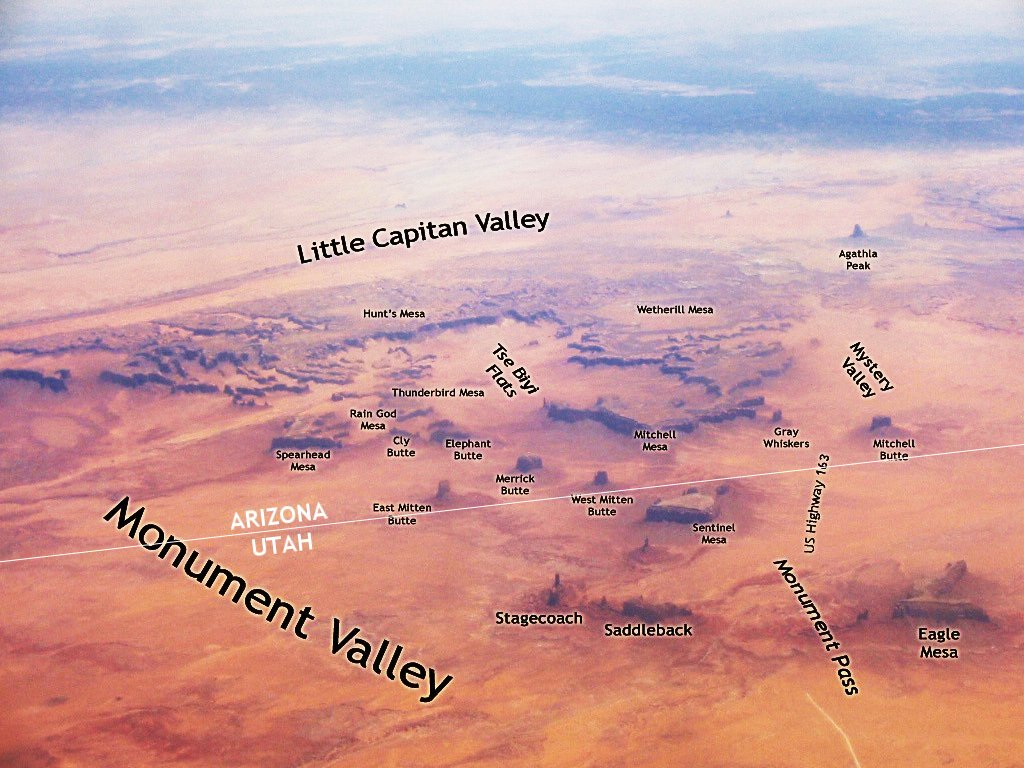
モニュメント・バレーの航空写真

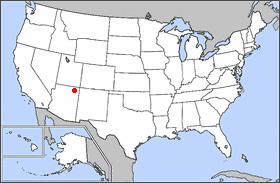
地図上の所在地

モニュメント・バレー（英: Monument Valley、意味: 記念碑の谷）は、アメリカ合衆国西南部のユタ州南部からアリゾナ州北部にかけて広がる地域一帯の名称である。
メサといわれるテーブル形の台地や、さらに侵食が進んだ岩山ビュートが点在し、あたかも記念碑（モニュメント）が並んでいるような景観を示していることからこの名がついた。
古くからのナバホ族居住地域で、居留地となった現在では、その一部はナバホ族管轄のもと一般に開放する形で公開されており、ナバホ族の聖地とも呼ばれ有名な観光地となっている。

## 概要

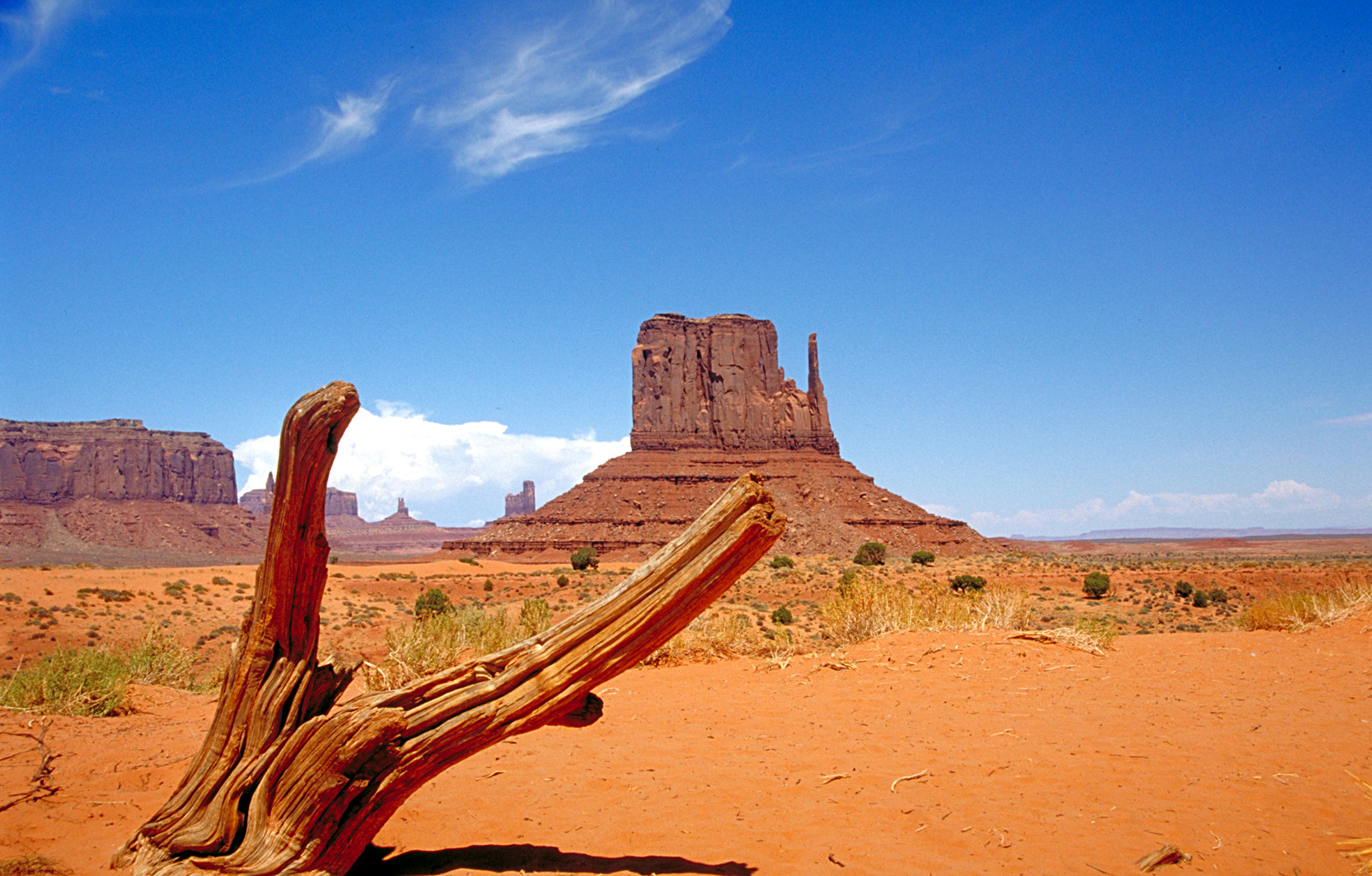
モニュメント・バレー

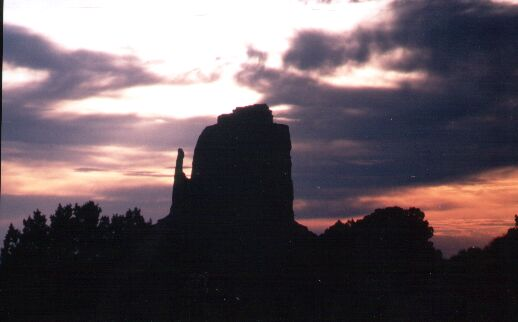
特に朝晩の風景は別世界の絶景として知られる

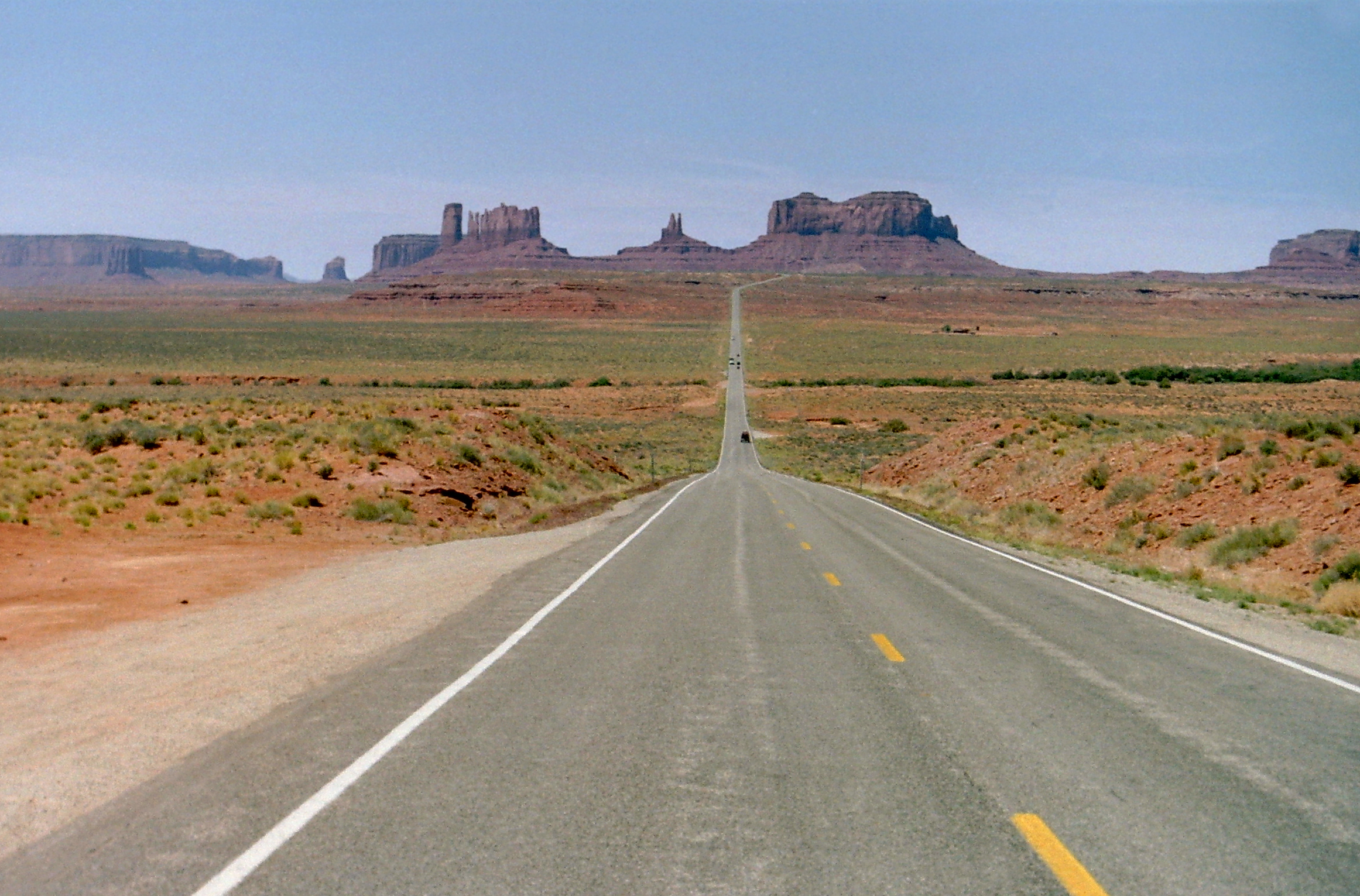
ナバホランド

### 地形
コロラド高原の一部に属しているこの地域は、深い渓谷や山間台地が点在している。独特の地形は、2億7千万年位前の地層が現われたものが風化・侵食によって形成されたといわれている。現在でも風化が進んでいるため、岩山の形は変わる可能性がある。
ロッキー山脈からの鉄分を大量に含んだ川の流れは、下流地域一帯に沈泥となって堆積し、当時の酸素濃度は現在よりも高かったため鉄分の酸化が急速に進み茶褐色の地表となった。

### 歴史
遺跡が多数発見されている事から、古くから先住民が存在したことは確かだが、西暦1300年頃を境に先住民は姿を消している。
その後、年代は不明だがナバホ族が定住するようになり、19世紀半ばの「ナバホ・キャンペーン」「ロング・ウォーク」と呼ばれる白人による略奪・迫害を経て現在に至っている。

### 気候
砂漠気候のため雨はほとんど降らない。真冬に降雪が見られることがあるが積もるほどではない。12月～2月の最高気温は10度C以下で最低気温は零下になる。5月～9月の最高気温は25度C～33度C。日没後の気温低下が大きい。

## 交通・観光
世界中から観光客が訪れる人気観光地だが、公共交通が通っていないため多くの観光客は国道163号線からバス等の自動車で移動する。
シーニック航空がラスベガスからグランド・キャニオン上空を遊覧し公園入り口近くのモニュメント・バレー空港へ飛行機を飛ばし、日帰りツアーを毎日催行していたが現在は休止している。

## 撮影地としてのモニュメント・バレー

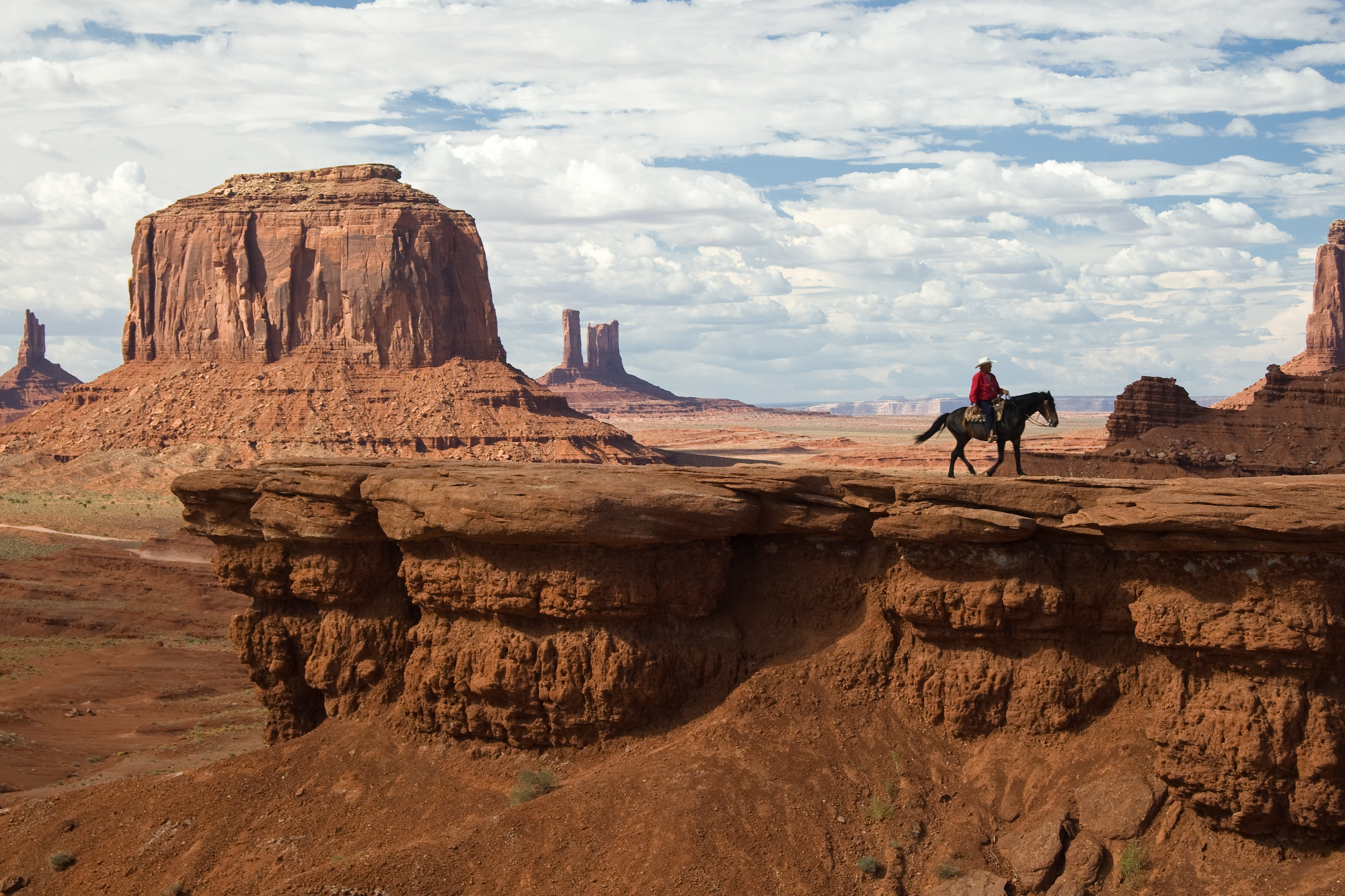
ジョン・フォードポイント

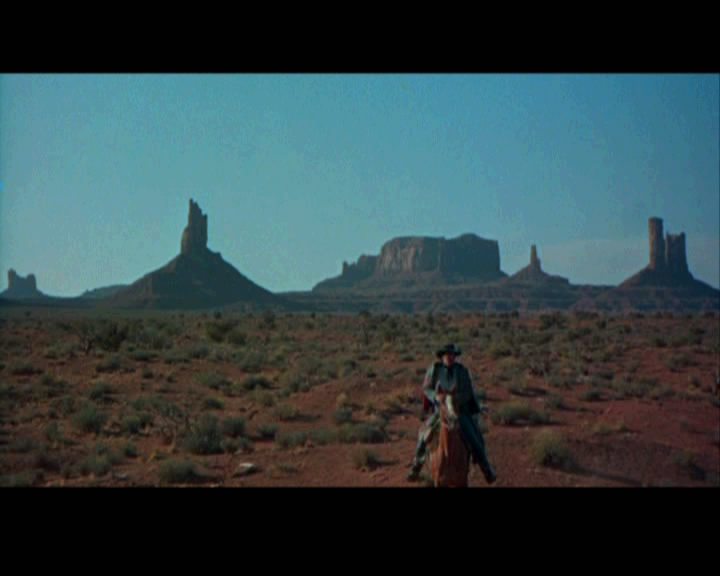
『捜索者』の一場面

### ジョン・フォード・ポイント
映画監督のジョン・フォードは、『駅馬車』や『捜索者』などジョン・ウェイン主演・西部劇の舞台として多数の映画撮影を当地で行っている。
監督が好んで映画カメラを設置したモニュメント・バレーを一望できる場所は、ジョン・フォードポイント（John Ford's Point）と呼ばれ有名なビュースポットとなっている。

### 主な作品
上記ジョン・フォード作品以外にも、多数の映画やCM等で撮影の舞台となっている。以下は、その代表的な作品。
- マールボロ - ウェイン・マクラーレン（英語版）演じるマールボロ・マンがタバコを吸う場面が撮影され、各種広告に使用された。
- 『2001年宇宙の旅』 - 終盤でボーマン船長がスターゲートに遭遇する場面で、映像加工されたモニュメント・バレーの風景が使用された。
- 『アイガー・サンクション』 - クリント・イーストウッド監督・主演。1975年公開のアメリカ映画。
- 『超音速攻撃ヘリ エアーウルフ』 - メサの一つがエアーウルフの秘密基地「神の谷」として。ドラマでは場所もネバダ州にあることになっている。
- 『冒険野郎マクガイバー』 - 「シーズン2：Eagles 黄金の鷲」にて。
- 『バック・トゥ・ザ・フューチャー PART3』 - 1885年にタイムスリップした舞台。
- 『フォレスト・ガンプ/一期一会』 - 国道163号線をフォレスト・ガンプが走る場面。
- 『イージー・ライダー』
- 『インディ・ジョーンズ/最後の聖戦』
- 『テルマ&ルイーズ』
- 『ため息つかせて』
- 『ウインドトーカーズ』
- 『トランスフォーマー/ロストエイジ』
- マンダム（旧社名：丹頂株式会社） - チャールズ・ブロンソン出演による男性化粧品「マンダム｣シリーズのCMの第1作目の撮影地の一つ。チャールズ・ブロンソンが馬（白馬）に騎乗してモニュメント・バレー周辺の荒野を駆け回るシーンなどの映像が撮影された。演出は大林宣彦、音楽はジェリー・ウォレスが歌う「男の世界」（原題は"LOVERS OF THE WORLD”）。1970年から放送（なお、この「マンダム｣シリーズのCMの第1作目の撮影は、モニュメント・バレーだけでなく、アリゾナ州の砂漠地帯の砂丘とハリウッドのスタジオでも行なわれた）。
- アメリカ横断ウルトラクイズ - 第6回、第10回のチェックポイントとなった。

他多数。

## ギャラリー

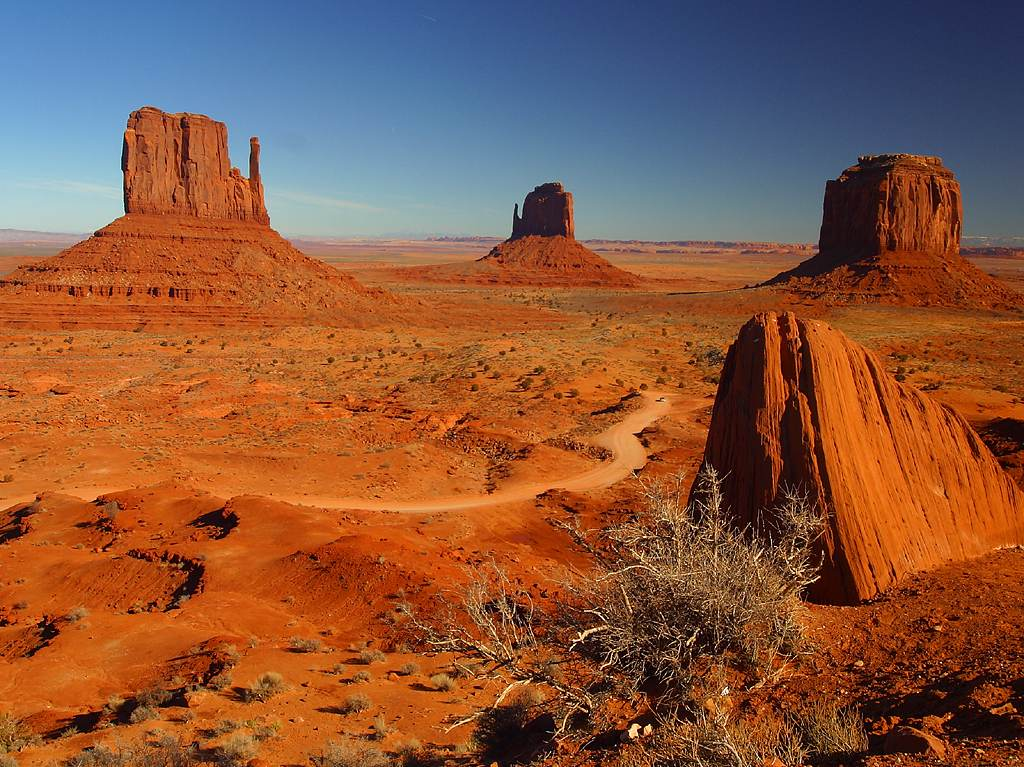
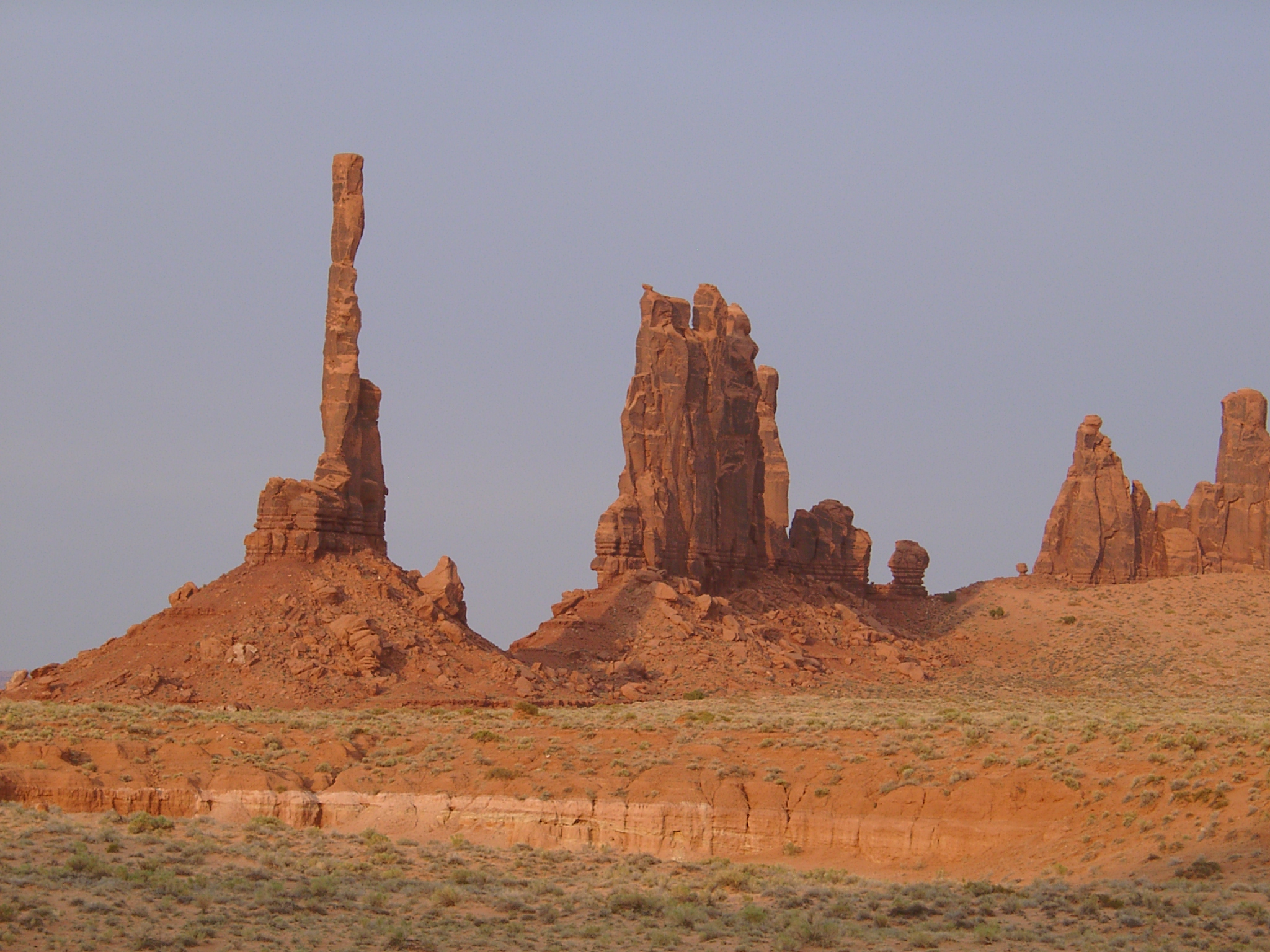
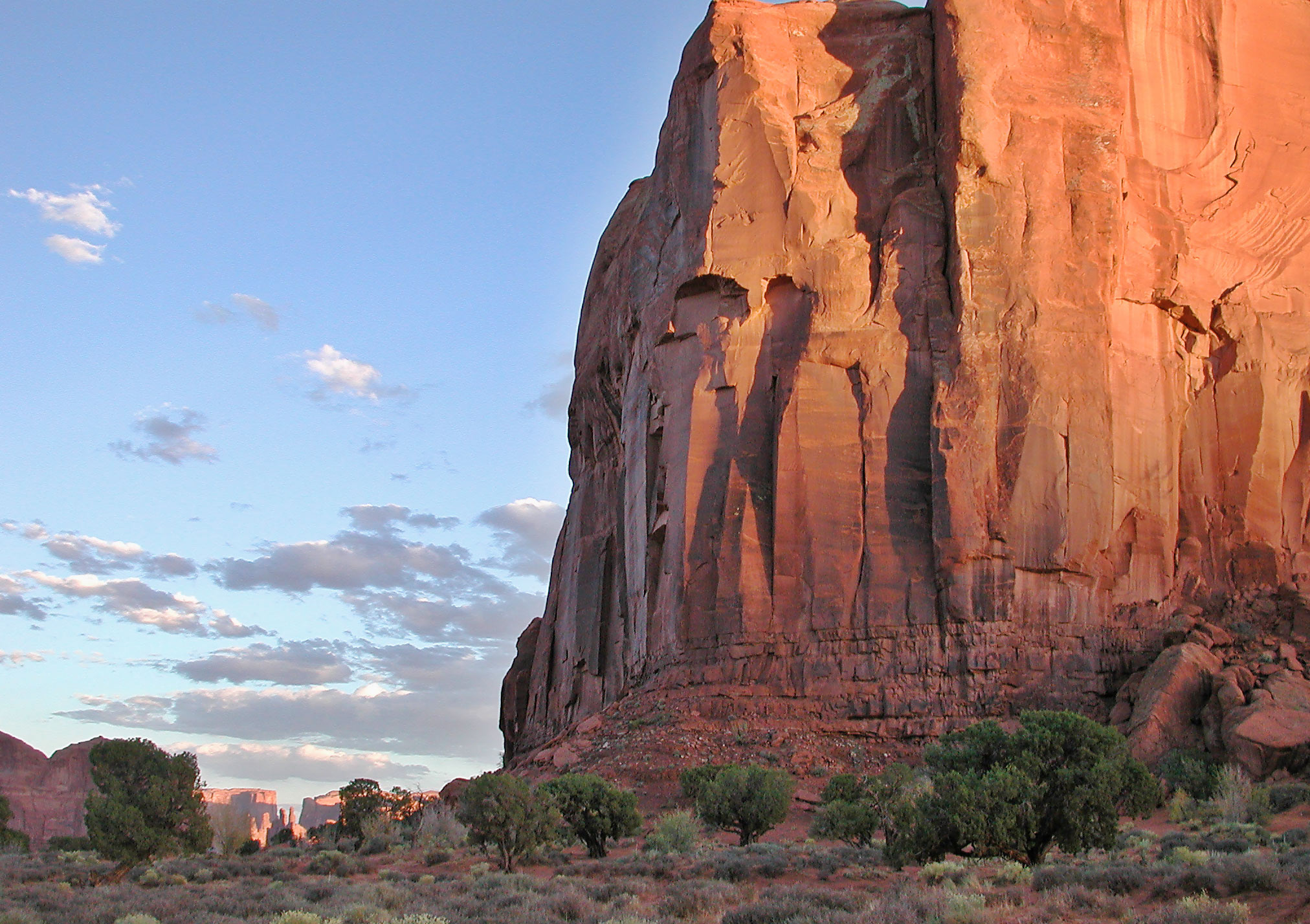

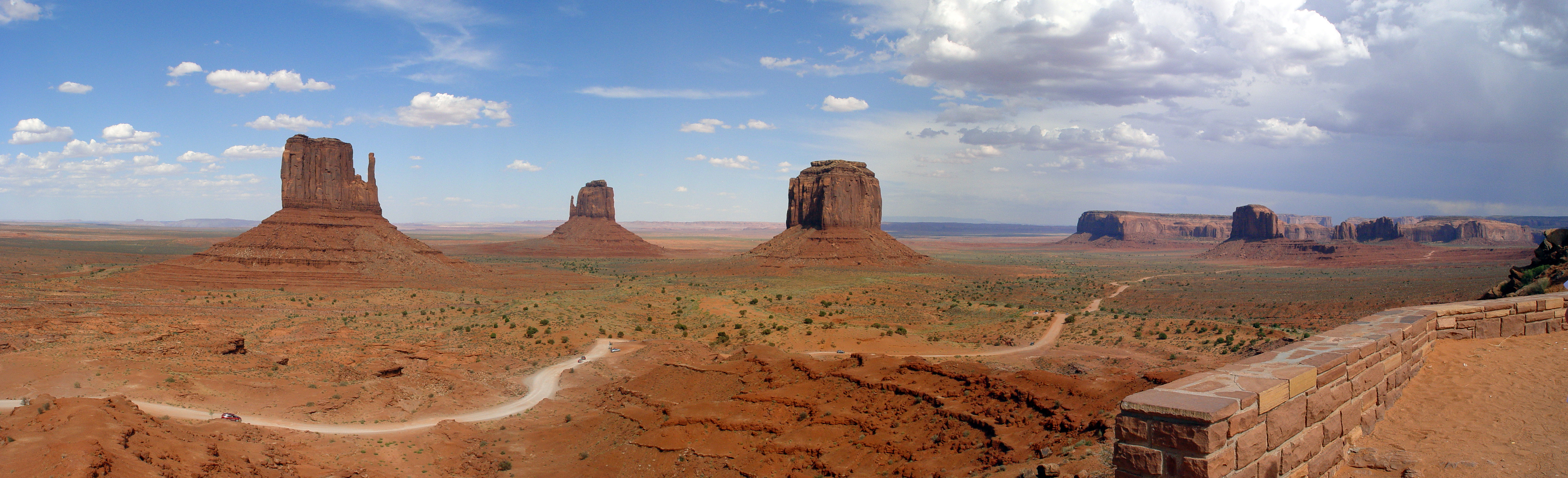
モニュメント・バレーのパノラマ